# Auferstanden aus Ruinen
Auferstanden aus Ruinen (tiếng Việt: "Đứng lên từ đống đổ nát") là bài quốc ca của Cộng hòa Dân chủ Đức từ năm 1949 đến 1990.

## Lịch sử
Năm 1949, khu vực chiếm đóng của Liên Xô tại Đức trở thành một quốc gia theo chế độ xã hội chủ nghĩa mang tên Cộng hòa Dân chủ Đức hay còn được gọi là Đông Đức.
Lời của bài quốc ca CHDC Đức được viết bởi nhà thơ Johannes Robert Becher (sau này trở thành Bộ trưởng Giáo dục CHDC Đức) theo hướng để phù hợp với giai điệu của bài Das Lied der Deutschen sáng tác năm 1841. Chính quyền Cộng hòa Liên bang Đức đã sử dụng lời thứ ba của bài Das Lied der Deutschen để làm quốc ca của họ.
Hai nhạc sĩ đã phổ nhạc cho lời của Becher, và bài nhạc của Hanns Eisler được chấp nhận. Ông đã lưu lạc khỏi nước Đức ngay từ thập niên 1930 và có thể không hề biết rằng bài nhạc của ông rất giống với bài hát Goodbye Johnny (hát bởi nghệ sĩ trứ danh Hans Albers) từng rất thịnh hành vào thập niên 1930.
Được viết vào năm 1949, Auferstanden aus Ruinen phản ánh thời kỳ đầu của sự phân chia nước Đức, vì vậy quan điểm tiến tới thống nhất đất nước được đa số người dân xem là hợp lẽ tự nhiên. Vì vậy, lời bài hát do Becher sáng tác có đề cập đến một số khái niệm như "thống nhất" và kết hợp với khái niệm "Tổ quốc" (einig Vaterland), đề cập đến một quốc gia Đức toàn vẹn. Tuy nhiên những điều này nhanh chóng không còn phù hợp với bối cảnh của cuộc Chiến tranh lạnh, nhất là sau khi Cộng hòa Dân chủ Đức đã xây dựng bức tường Berlin vào năm 1961.
Năm 1973, cả hai nước Đức được kết nạp vào Liên Hợp Quốc sau khi hai nước đồng ý công nhận lẫn nhau. Thuật ngữ "Đức" (Deutschland) về sau bị loại khỏi Hiến pháp Cộng hòa Dân chủ Đức, và chỉ trong những dịp lễ thì chỉ có phần nhạc của bài Auferstanden aus Ruinen được thể hiện. Tuy lời của Becher không bị thay thế.
Sau khi Cộng hòa Dân chủ Đức sụp đổ năm 1990 và thống nhất với Cộng hòa Liên bang Đức, Auferstanden aus Ruinen cũng chấm dứt vai trò quốc ca của nó. Das Lied der Deutschen (còn được biết với cái tên Deutschlandlied) lại trở thành quốc ca của nước Đức thống nhất. Thủ tướng Cộng hòa Dân chủ Đức (cũ) Lothar de Maizière đã đề nghị đưa lời của Becher vào trong bài quốc ca Đức thống nhất, nhưng đề nghị của ông bị thủ tướng Cộng hòa Liên bang Đức Helmut Kohl từ chối.
Vào cuối buổi phát sóng của mình vào ngày 2 tháng 10 năm 1990, Đài phát thanh quốc tế Berlin kết thúc buổi phát thanh của mình bằng việc phát phần nhạc bài Auferstanden aus Ruinen và ngay tiếp sau đó là phần nhạc bài quốc ca CHLB Đức Lied der Deutschen.